# Grönryggig trogon
Grönryggig trogon (Trogon viridis) är en fågel i familjen trogoner inom ordningen trogonfåglar.

## Utbredning och systematik
Grönryggig trogon förekommer i Sydamerika öster om Anderna, från Colombia söderut till Peru och Bolivia samt österut till Guyanaregionen, Trinidad och östra Brasilien (till Maranhão och Mato Grosso, även Alagoas och från Bahia söderut till São Paulo). Den behandlas som monotypisk, det vill säga att den inte delas in i några underarter.

## Status
IUCN kategoriserar arten som livskraftig.